# Małgorzata Kossut
Małgorzata Kossut (sinh ngày 10 tháng 3 năm 1950) là nhà khoa học thần kinh Ba Lan chuyên nghiên cứu về khả biến thần kinh và các cơ chế thần kinh trong học tập và trí nhớ. Bà cũng là giáo sư khoa học tự nhiên, Trưởng khoa Sinh học thần kinh phân tử và tế bào và trưởng Phòng thí nghiệm nghiên cứu khả biến thần kinh thuộc Viện Sinh học Thực nghiệm Nencki, thành viên của Viện Hàn lâm Khoa học Ba Lan.

## Cuộc đời và sự nghiệp
Bà tốt nghiệp ngành sinh học tại Đại học Warszawa năm 1973. Sau đó, bà làm nghiên cứu sinh tại Viện Sinh học Thực nghiệm Nencki thuộc Viện Hàn lâm Khoa học Ba Lan ở Warszawa. Tại đây bà quan sát và nghiên cứu những thay đổi xảy ra trong vỏ đại não của động vật bị mất cảm giác. Bà nhận bằng Tiến sĩ. tại Viện Nencki năm 1976. Năm 1994, bà được trao tặng chức danh giáo sư khoa học tự nhiên. Từ năm 1976, bà làm việc tại Viện Sinh học Thực nghiệm Nencki, nhận chức Trưởng khoa Sinh học thần kinh phân tử và tế bào và trưởng Phòng thí nghiệm nghiên cứu khả biến thần kinh.
Từ năm 1998, bà là thành viên của Quỹ DANA. Bà là chủ tịch Ủy ban Sinh học Thần kinh của Viện Hàn lâm Khoa học Ba Lan (2005–2008) và được bầu làm thành viên hội đồng của Hội Hành vi và Não bộ Châu Âu (European Brain and Behaviour Society, từ năm 2012 đến năm 2015).
Từ năm 2009, bà là Trưởng Bộ môn Tâm sinh lý của các Quá trình Nhận thức tại Trường Đại học Khoa học Xã hội và Nhân văn SWPS.

## Nghiên cứu
Ê-kíp nghiên cứu của bà tập trung vào các cơ chế phân tử của khả biến thần kinh gây ra khi nghiên cứu ở loài gặm nhấm, sự phát triển bó thị giác của mèo và của người khi bị đột quỵ và do lão hóa.

## Các tác phẩm nổi bật
- Kossut, Małgorzata (edited by) (1994). Mechanizmy plastyczności mózgu. PWN.
- “Neuroplastyczność”. Mózg a zachowanie. Warszawa: Wydawnictwo Naukowe PWN. 2006. tr. 590–613. ISBN 978-83-01-14447-0.